# János Zichy (1834-1916)
János Nepomuk Zichy, noto anche col nome tedesco di Johann Nepomuk Zichy (Zichyújfalu, 14 luglio 1834 – Zichyújfalu, 3 ottobre 1916), è stato un nobile, militare e proprietario terriero ungherese.
Fece costruire un nuovo castello a Zichyújfalu, nella contea di Fejér, attorno al quale fece realizzare un grandioso parco.

## Biografia

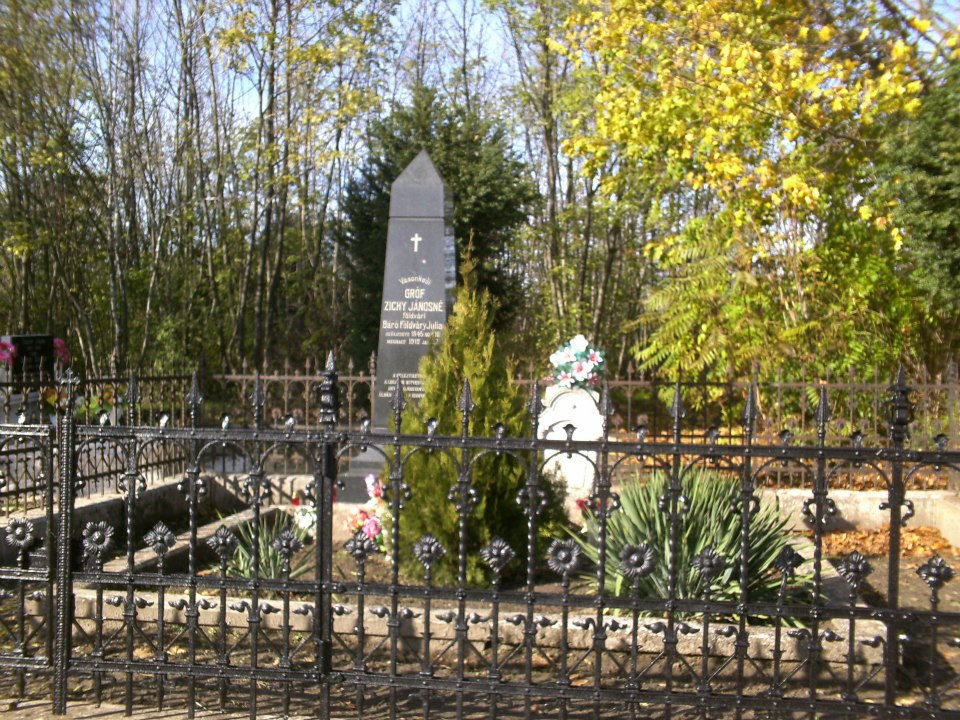
La tomba di János Zichy e del figlio István nel parco del castello di Zichyújfalu

Nato a Zichyújfalu nel 1834, era figlio del conte ereditario Kázmér Zichy e di sua moglie, la contessa Mária Otília von Königsegg-Rottenfels.
Intraprese la carriera militare e prese parte alla campagna austriaca in Italia nel 1859 contro Napoleone III, guadagnandosi una croce militare al merito. Lasciato l'esercito con il grado di capitano, si ritirò a vita privata per gestire la grande tenuta di Zichyújfalu. Nel 1864 sposò la baronessa Júlia Gizella di Földváry, dalla quale ebbe due figli.
Nel 1861, alla morte di suo nonno, Ferenc Szerafin Zichy (1774-1861), ereditò il castello e la proprietà di Zichyújfalu dal momento che suo padre era morto nel 1847. Da subito iniziò ad interessarsi anche al paese attiguo al suo feudo e dagli anni '70 dell'Ottocento impiegò annualmente 400 fiorini della sua rendita per mantenere la scuola locale, garantendo così l'educazione ai bambini locali.
Buttatosi nel mondo dell'industria, negli anni '90 dell'Ottocento, divenne azionista nell'impresa di costruzione della linea ferroviaria (linea 44) che collegava Adony-Szabolcs con Székesfehérvár, completata nel 1896. La costruzione della linea ferroviaria determinò un rapido sviluppo dell'insediamento di Zichyújfalu in quanto egli stesso permise la realizzazione di uno scartamento ridotto con la stazione del piccolo paese, mettendolo così in comunicazione con il resto dell'Ungheria. Tale disposizione servì anche per l'esportazione dei prodotti agricoli locali. Contemporaneamente creò sempre in paese un ufficio postale e nel 1891 aprì un pozzo artesiano alla periferia dell'abitato.
Il 3 ottobre 1916 morì a Zichyújfalu ed ivi venne sepolto.

## Il castello di Zichyújfalu

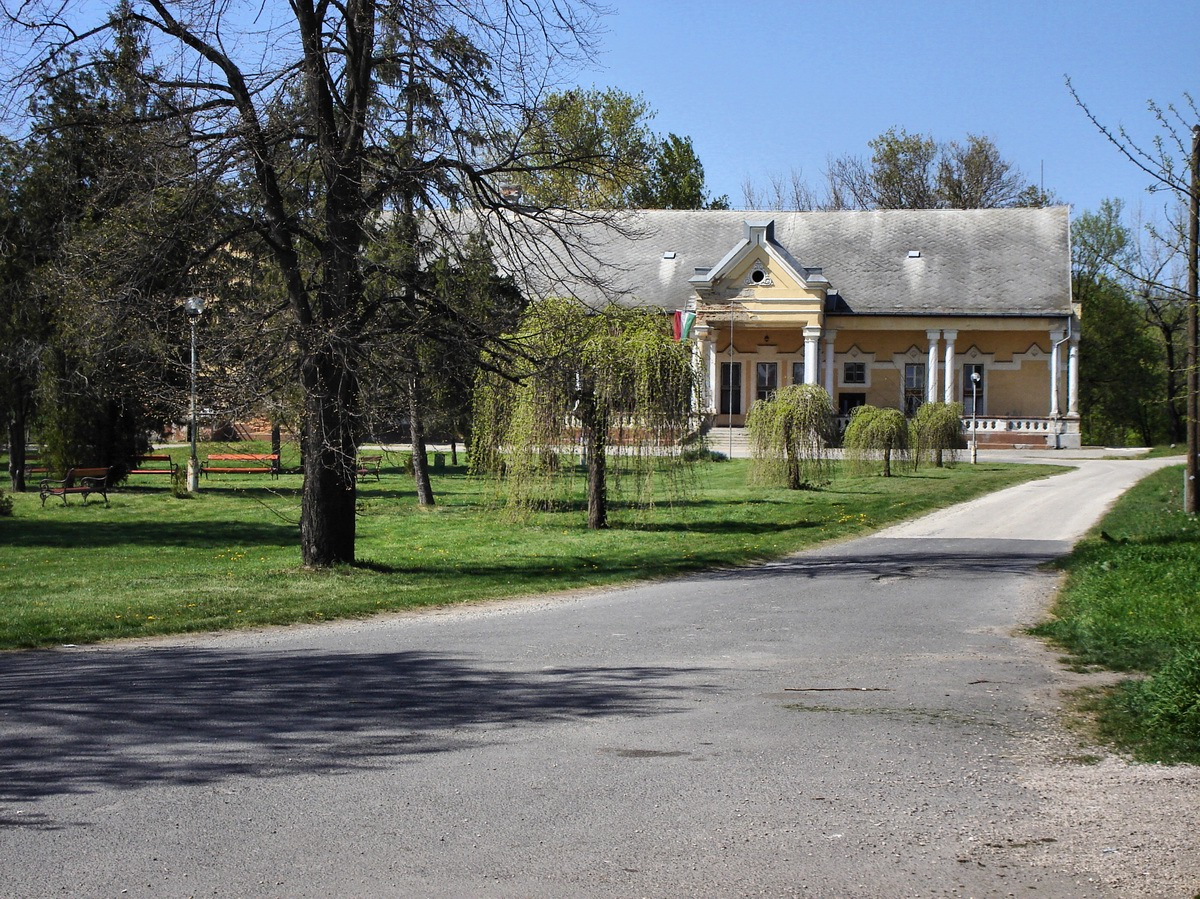
Il castello di Zichyújfalu nel 2007

János fece ricostruire il palazzo di famiglia a Zichyújfalu che il suo bisnonno fece costruire nel 1784. Quando Janos ereditò la proprietà da suo nonno nel 1861, la costruzione preesistente era poco più di una villa signorile che venne da lui ampliata notevolmente a partire dagli ultimi decenni del XIX secolo in stile romantico. La struttura, nella parte frontale, è contraddistinta da una lunga veranda in legno poggiante su 14 doppie colonne. Attorno alla costruzione si staglia ancora oggi un parco di più di 110.000 metri quadrati con all'interno essenze arboree di diversi secoli di vita.
Il palazzo ospita la sede del municipio del comune di Zichyújfalu oltre alle sedi di alcune associazioni locali. La villa è stata integralmente restaurata nel 2014-2015.

## Matrimonio e figli
Il 16 giugno 1864 sposò la baronessa Júlia Gizella Földváry (1845-1912), dalla quale ebbe due figli:
- István (1865-1921), politico ungherese, sposò Margit Péchy, ebbe discendenza
- Kázmér (1868-1955), scrittore e cacciatore

## Albero genealogico
|                                                |                                        |                                                   | Genitori                                                   |  |  | Nonni |  |  | Bisnonni     |  |  | Trisnonni   |  |
|                                                |                                        |                                                   |                                                            |  |  |       |  |  | István Zichy |  |  | János Zichy |  |
|                                                |                                        |                                                   |                                                            |  |  |       |  |  | István Zichy |  |  | János Zichy |  |
|                                                |                                        | Maria Anna von Thalheim                           |                                                            |  |  |       |  |  | István Zichy |  |  |             |  |
| Ferenc Szerafin Zichy                          |                                        |                                                   |                                                            |  |  |       |  |  | István Zichy |  |  |             |  |
|                                                |                                        | Maria Anna Cecilia von Stubenberg                 | Carl von Stubenberg                                        |  |  |       |  |  |              |  |  |             |  |
|                                                |                                        | Maria Anna Cecilia von Stubenberg                 | Carl von Stubenberg                                        |  |  |       |  |  |              |  |  |             |  |
|                                                |                                        | Maria Anna Cecilia von Stubenberg                 | Marie Leopoldine von Breunner                              |  |  |       |  |  |              |  |  |             |  |
| Kázmér Zichy                                   |                                        | Maria Anna Cecilia von Stubenberg                 |                                                            |  |  |       |  |  |              |  |  |             |  |
|                                                |                                        | Kázmér Esterházy de Galántha                      | János Károly Esterházy de Galántha                         |  |  |       |  |  |              |  |  |             |  |
|                                                |                                        | Kázmér Esterházy de Galántha                      | János Károly Esterházy de Galántha                         |  |  |       |  |  |              |  |  |             |  |
|                                                |                                        | Kázmér Esterházy de Galántha                      | Maria Amalia von Limburg-Stirum                            |  |  |       |  |  |              |  |  |             |  |
| Amália Esterházy de Galántha                   |                                        | Kázmér Esterházy de Galántha                      |                                                            |  |  |       |  |  |              |  |  |             |  |
|                                                |                                        | Barbara Maria Castiglioni                         | Eudemio Castiglioni                                        |  |  |       |  |  |              |  |  |             |  |
|                                                |                                        | Barbara Maria Castiglioni                         | Eudemio Castiglioni                                        |  |  |       |  |  |              |  |  |             |  |
|                                                |                                        | Barbara Maria Castiglioni                         | Klára Esterházy de Galántha                                |  |  |       |  |  |              |  |  |             |  |
| János Zichy                                    |                                        | Barbara Maria Castiglioni                         |                                                            |  |  |       |  |  |              |  |  |             |  |
|                                                | Franz Fidelis von Königsegg-Rothenfels | Joseph Lothar Franz von Königsegg-Rothenfels      |                                                            |  |  |       |  |  |              |  |  |             |  |
|                                                | Franz Fidelis von Königsegg-Rothenfels | Joseph Lothar Franz von Königsegg-Rothenfels      |                                                            |  |  |       |  |  |              |  |  |             |  |
|                                                | Franz Fidelis von Königsegg-Rothenfels | Maria Amalia von Königsegg-Aulendorf              |                                                            |  |  |       |  |  |              |  |  |             |  |
| Johann Nepomuk von Königsegg-Rothenfels        | Franz Fidelis von Königsegg-Rothenfels |                                                   |                                                            |  |  |       |  |  |              |  |  |             |  |
|                                                |                                        | Maria Giuseppina di Waldburg-Zeil                 | Francesco Antonio di Waldburg-Zeil                         |  |  |       |  |  |              |  |  |             |  |
|                                                |                                        | Maria Giuseppina di Waldburg-Zeil                 | Francesco Antonio di Waldburg-Zeil                         |  |  |       |  |  |              |  |  |             |  |
|                                                |                                        | Maria Giuseppina di Waldburg-Zeil                 | Maria Anna di Waldburg-Zeil                                |  |  |       |  |  |              |  |  |             |  |
| Mária Otília von Königsegg-Rottenfels          |                                        | Maria Giuseppina di Waldburg-Zeil                 |                                                            |  |  |       |  |  |              |  |  |             |  |
|                                                |                                        | Imre Ignác Almásy de Zsadány e Török-Szent-Miklós | Paul Antal Hilarius Almásy de Zsadány e Török-Szent-Miklós |  |  |       |  |  |              |  |  |             |  |
|                                                |                                        | Imre Ignác Almásy de Zsadány e Török-Szent-Miklós | Paul Antal Hilarius Almásy de Zsadány e Török-Szent-Miklós |  |  |       |  |  |              |  |  |             |  |
|                                                |                                        | Imre Ignác Almásy de Zsadány e Török-Szent-Miklós | Franciska Almásy                                           |  |  |       |  |  |              |  |  |             |  |
| Ottilia Almásy de Zsadány e Török-Szent-Miklós |                                        | Imre Ignác Almásy de Zsadány e Török-Szent-Miklós |                                                            |  |  |       |  |  |              |  |  |             |  |
|                                                |                                        | Anna von Semsey                                   | András Semsey                                              |  |  |       |  |  |              |  |  |             |  |
|                                                |                                        | Anna von Semsey                                   | András Semsey                                              |  |  |       |  |  |              |  |  |             |  |
|                                                |                                        | Anna von Semsey                                   | Klara Andrassy                                             |  |  |       |  |  |              |  |  |             |  |
|                                                |                                        | Anna von Semsey                                   |                                                            |  |  |       |  |  |              |  |  |             |  |